# Mbalmayo
Mbalmayo es una comuna camerunesa perteneciente al departamento de Nyong-et-So'o de la región del Centro.
En 2005 tiene 62 808 habitantes, de los que 52 809 viven en la capital comunal homónima. La mayoría de la población pertenece al pueblo beti-pahuin.
Se ubica sobre la carretera N2 a orillas del río Nyong, unos 30 km al sur de la capital nacional Yaundé.

## Localidades
Comprende la ciudad de Mbalmayo y las siguientes localidades:
- Abang
- Akometam
- Assanzoa
- Avebe
- Biyan
- Ekombitie
- Fakele I
- Fakele II
- Mbedoumou I
- Mekomo
- Memiam
- Ngat-Bane
- Nkolnguet
- Nkolnyama
- Nkoumadzap
- Nseng-Nlong II
- Nseng-Nlong III
- Nseng-Nlong IV
- Ovangoul
- Oyack I
- Oyack II
- Zamakoe